# Kanan Minami
Kanan Minami (jap. 水波 風南, Minami Kanan; * 12. November 1979 in der Präfektur Saitama) ist eine japanische Mangaka. Ihre späteren und erfolgreicheren Werke wie Gib mir Liebe! und Honey × Honey Drops wurden auch ins Deutsche übersetzt.
Ihre erfolgreichste Reihe war Kyō, Koi o Hajimemasu, die von 2007 bis 2011 erschien. Bis Mai 2012 wurde sie in 15 Bänden zusammengefasst, die sich bis März 2012 mehr als 8 Millionen Mal verkauften. Von all ihren Büchern wurden bis Mitte 2010 mehr als 10 Millionen Exemplare verkauft. Kyō, Koi o Hajimemasu erschien auch auf Deutsch als 3, 2, 1 … Liebe! und erhielt eine OVA- sowie Realfilm-Adaption.

## Werke
- 17-sai - Hajimete no H (17歳 初めてのＨ, 2001, Shōgakukan, 1 Band)
- Kakene Nashi no LOVE Torihiki (掛け値ナシのLOVE取引, 2001, Flower Comics / Shōgakukan, 1 Band)
- Perfect Partner (パーフェクト・パートナー, 2002, Flower Comics / Shōgakukan, 1 Band)
- Shinju no Kusari (真珠の鎖, 2002, Flower Comics / Shōgakukan, 2 Bände)
- Love & Sex (2003, Shōgakukan, 1 Band)
- Gib mir Liebe! (レンアイ至上主義 Ren’ai Shijō Shugi, 2002–2004, Flower Comics / Shōgakukan, 8 Bände, auf Deutsch bei Tokyopop erschienen)
- Love & Beast (2004, Shōgakukan, 1 Band)
- Shiiku Hime (飼育姫, 2004, Shōgakukan, 1 Band)
- Honey × Honey Drops (蜜×蜜ドロップス, 2004–2006, Flower Comics / Shōgakukan, 8 Bände, erscheint auf Deutsch bei Tokyopop)
- Geki Ai Motto Motometai (激愛 ～もっと求めたい, 2005, Shōgakukan, 1 Band)
- Lektionen der Liebe (飼育姫 Shiiku Hime, 2006, Flower Comics / Shōgakukan, 1 Band, auf Deutsch bei Tokyopop erschienen)
- Rhapsody in Heaven (狂想ヘヴン Kyōsō Hevan, 2006–2007, Flower Comics / Shōgakukan, 3 Bände, erschienen auf Deutsch bei Tokyopop)
- 3, 2, 1 … Liebe! (今日、恋をはじめます Kyō, Koi o Hajimemasu, 2007–2011, Flower Comics / Shōgakukan, 15 Bände, erschienen auf Deutsch bei Tokyopop)
- Zu jung für die Liebe? (未成年だけどコドモじゃない Miseinen dakedo Kodomo ja Nai, 2012–2016, Shōgakukan, 5 Bände, erschienen auf Deutsch bei Tokyopop)
- Atemlose Liebe (泡恋 Awa koi, 2016–2021, Shōgakukan, 5 Bände, auf Deutsch bei Tokyopop)